# Oszlány
Oszlány (szlovákul Oslany) község Szlovákiában, a Trencséni kerületben, a Privigyei járásban.

## Fekvése
Privigyétől 22 km-re délnyugatra, a Nyitra-folyó bal oldalán fekszik.

## Története
Területén a bronzkorban és a vaskorban is éltek emberek. A lausitzi kultúra népe uralta ezt a területet, mely már akkor fontos útvonalak találkozásánál feküdt. Emiatt a környéken számos vár és erődítmény is állt. A lausitzi kultúra uralmának a kelták és dákok hódításai vetettek véget. A terület fontossága ellenére a Felső-Nyitravidék ekkor még csak ritkán lakott volt. Nagyobb arányú benépesüléssel csak a római kortól számolhatunk.
A mai települést 1254-ben említik először, amikor egy Oszlányi Ivánka nevű királyi hivatalnok tűnik fel IV. Béla király  oklevelében. Ebben az időben a település a zólyomi várispánsághoz tartozott. A települést közvetlenül 1332-ben a pápai tizedjegyzék „Hoslan” alakban említi Domonkos nevű papjával együtt, ekkor már állt a falu Szent István király tiszteletére szentelt temploma. Az ecclesia de Hoslan 12 garas tizedet fizetett, tehát az átlagnál nagyobb lélekszámú település lehetett.
1383-ban Bees bán leszármazottai és a Váradi család között nagy per folyt a birtokjogért.
1395-ben „Ozslyan”, 1424-ben „Ozlan” néven szerepel az oklevelekben. 1470-ben a község tulajdonosai Oszlányi István és György. 1503-ban II. Ulászló királytól mezővárosi rangot kapott. A 16. században a reformáció terjedésével a település gyorsan átvette az új hitet, azonban amikor
A 17. században az assakürti Ghyczy család és Pálffy gróf családi birtoka. 1660-ban Oszlány a Pálffyak bajmóci uradalmához került Pálffy katolikus felesége hatására rekatolizáltak. 1601-ben plébánia, iskola, malom, 2 nemesi kúria és 75 ház állt a településen. A század második felében a vármegyei közgyűlés is itt tartotta gyűléseit. Ez időben azonban megnőtt a török támadások veszélye. 1662-ben a törökök 12 környékbeli faluval együtt felégették és kifosztották a települést. Ettől kezdve Oszlány adófizetésre kényszerült. 1663-ban Oszlányt és környékét a törökök feldúlták. 1670-ben I. Lipót felmentette hadi kötelezettségei alól, majd 1677-ben megerősítette kiváltságait. Miksa császártól heti vásártartási jogot kapott. 1683. április 8-án megismétlődött a fosztogatás és gyújtogatás, emellett mintegy 200 lakost hurcoltak el fogságba. 1687-ben I. Lipót évenkénti négyszeri szabad vásárt engedélyezett a községnek. 1695-ben a kurucok rabolták végig a környéket, de Thurzó Miklós serege elűzte őket.
A város a viszontagságok ellenére gyorsan fejlődött. Közvetett módon, I. Lipót 1697-es okleveléből tudjuk, hogy már korábban is kapott bizonyos privilégiumokat, mivel ekkor megerősítést nyert II. Ulászló 1503-as és Miksa 1565-ös (egyébként nem ismert) oklevele. 1697-től címeres város, évi négy vásárral és négy marhavásárral. Fejlődött a kézművesség is, 1715-ben 21 kézműves működött a városban. Megalakultak a céhek is, elsőként 1652-ben a mészárosok céhe. 1746-ban 136, 1786-ban 151 volt a kézművesek száma. A 18. században sőrfőzde kezdett üzemelni. 1803-ban Oszlány Bars vármegye egyik járási székhelye lett. 1888-ban felépült az új iskola. Ebben nagy szerepe volt a Nécsey család 1841-es, körülbelül 75 000 pengő forintos alapítványának, amelyből 45 000 nevelésre, 30 000 egyházi és jótékonysági célokra lett lekötve.
A 18. század végén Vályi András így ír róla: „OSZLÁNY. Tót mező Város Bars Várm. földes Ura G. Pálfy Uraság, lakosai katolikusok, fekszik Zsámbokréthez másfél, Körmöczhöz pedig 4 mértföldnyire. Hajdani lakosai 1662dikben, és 1683dikban sok féle ínségeket szenyvednek az Ozmanok által. Héti vásárjai nevezetesek, határja jó, vagyonnyai külömbfélék, el adásra módgyok van helyben is."
A 19. század közepén Fényes Elek eképpen írja le: „Oszlán, tót mező-város, Bars, most A.-Nyitra vmegyében, a Nyitra vize mellett, Bajmóczhoz 3 mfnyire, 1460 kath. lak. Kath. paroch. templom. Szántóföldei igen jó rozsot és árpát teremnek; rétjei gazdagok; erdeje elég; cseresnyéje hires; mind heti-, mind országos vásárokat tart. Postahivatal. 1662-ben és 1683-ban sokat szenvedt a Töröktől. F. u. Pálffy Ferencz, s a bajmóczi uradalomhoz tartozik."
Borovszky monográfiasorozatának Bars vármegyét tárgyaló része szerint: „Oszlány, nyitravölgyi tót nagyközség, 1581, túlnyomóan róm. kath. vallású lakossal. E községgel már a pápai tizedszedők jegyzékében is találkozunk, a mikor Hoslan alakban van feljegyezve és papja 12 garast fizetett, a mi azt bizonyítja, hogy "ecclesia de Hoslan" már akkoriban is nagyobb község volt. Bees bán ősi birtoka, mely miatt 1383-ban a Váradiakkal elkeseredett per folyt. 1395-ben Ozlyan alakban találjuk említve, 1424-ben pedig már Ozlan néven. 1470-ben Valentinus de Oszlány et condam Joannes de eadem Oszlány fiai István és György bírják tulajdonul. 1683-ban sokat szenvedett a törököktől, kik a templomba menekült lakosok közül 200-at rabságra hurczoltak. E században az assakürti Ghiczyeket és a gróf Pálffy családot találjuk itt mint földesurakat. A XVII. század vége felé a vármegye itt tartotta közgyűlését, melyen Oszlány városra 750 frt hadi adót vetettek ki. A község két eredeti oklevelet őríz Lipót királytól. Az egyik 1687-ben kelt és ebben évenként négyszeri szabad vásártartási jogot ad a községnek. A második 1697-ben kelt és ebben megerősíti a II. Ulászló által 1503-ban és a II. Miksa által 1565-ben adományozott előjogokat, szabatosan meghatározza a privilegizált város czímerét és végül négy marhavásárt engedélyez. Lakosai hajdan híres szitakötők és posztóiparosok voltak. A Nécsey család 1841-iki alapítványa, melynek eredetijét Pozsony város levéltára őrzi, egész vagyont juttatott a község kulturális és vallási intézményeinek. Ez alapítványból 45,000 pengő forint nevelési czélokra van szánva és kb. 30,000 egyházi és jótékony czélokra szolgál. A község 1861-től 1892-ig öt izben majdnem teljesen leégett. Oszlányban, mint a Nyitravölgy barsi részének központján nagy és élénk üzleti forgalom van, melynek lebonyolításában hathatósan közreműködnek az itteni pénzintézetek, mint a takarékpénztár, az önsegélyező egylet és a községi hitelszövetkezet. A katholikus templom 1495-ben épült, de Domaniczky Miklós, itteni plébános 1756-ban megújította. A községhez tartozik Gyuris telep is. Van itt posta, táviró és vasúti állomás."
A trianoni békeszerződésig Bars vármegye Oszlányi járásának székhelye volt.

## Népessége
| Év:            | 1994. | 2004.   | 2014.   | 2024.   |
| -------------- | ----- | ------- | ------- | ------- |
| Emberek száma: | 2130  | 2224    | 2403    | 2399    |
| Eltérés:       |       | +4,41 % | +8,04 % | -0,16 % |

| Év:            | 2023. | 2024.   |
| -------------- | ----- | ------- |
| Emberek száma: | 2390  | 2399    |
| Eltérés:       |       | +0,37 % |

1880-ban 1370 lakosából 1163 szlovák, 124 német, 23 magyar, 3 idegen anyanyelvű és 57 csecsemő.
1890-ben 1527 lakosából 104 magyar és 1313 szlovák anyanyelvű volt.
1900-ban 1581 lakosából 153 magyar és 1345 szlovák anyanyelvű volt.
1910-ben 1789 lakosából 1390 szlovák és 325 magyar anyanyelvű volt.
1921-ben 1711 lakosából 23 magyar és 1531 csehszlovák volt.
1930-ban 1639 lakosából 7 magyar és 1541 csehszlovák volt.
1970-ben 1931 lakosából 1918 szlovák volt.
1980-ban 1969 lakosából 1 magyar és 1952 szlovák volt.
1991-ben 2074 lakosából 1 magyar és 2052 szlovák volt.
2001-ben 2154 lakosából 1 magyar és 2104 szlovák volt.
2011-ben 2380 lakosából 8 cseh, 4-4 német és lengyel, 2 cigány, 1 magyar, 2254 szlovák, 3 egyéb és 104 ismeretlen nemzetiségű volt.
2021-ben 2372 lakosából 2331 (+2) szlovák, 2 magyar, 2 (+18) cigány, 1 (+1) ruszin, 9 (+3) egyéb és 27 ismeretlen nemzetiségű.

## Neves személyek
- Itt született 1681-ben Tagányi Béla piarista áldozópap és gimnáziumi igazgató.
- Itt született 1708-ban Ledai Lénárt piarista áldozópap és tanár.
- Itt született 1737-ben Laszlovszky József, Buda szenátora, a város bírája, megyei táblabíró és polgármester.
- Itt született 1788-ban Nécsey Jeromos piarista pap, természetbúvár, tanár.
- Itt született 1815-ben Csanády Ferenc hivatalnok, író, az 1840-es évek ipari mozgalmainak jelentős résztvevője.
- Itt született 1835-ben Szokoly Viktor birtokos és hírlapíró.
- Itt született 1842-ben Nécsey József postamester, régiséggyűjtő, múzeumalapító.
- Itt született 1866-ban Mihalovics Ede teológiai tanár.
- Itt született 1892-ben Nécsey Ede csehszlovákiai címzetes érsek.

## Nevezetességei

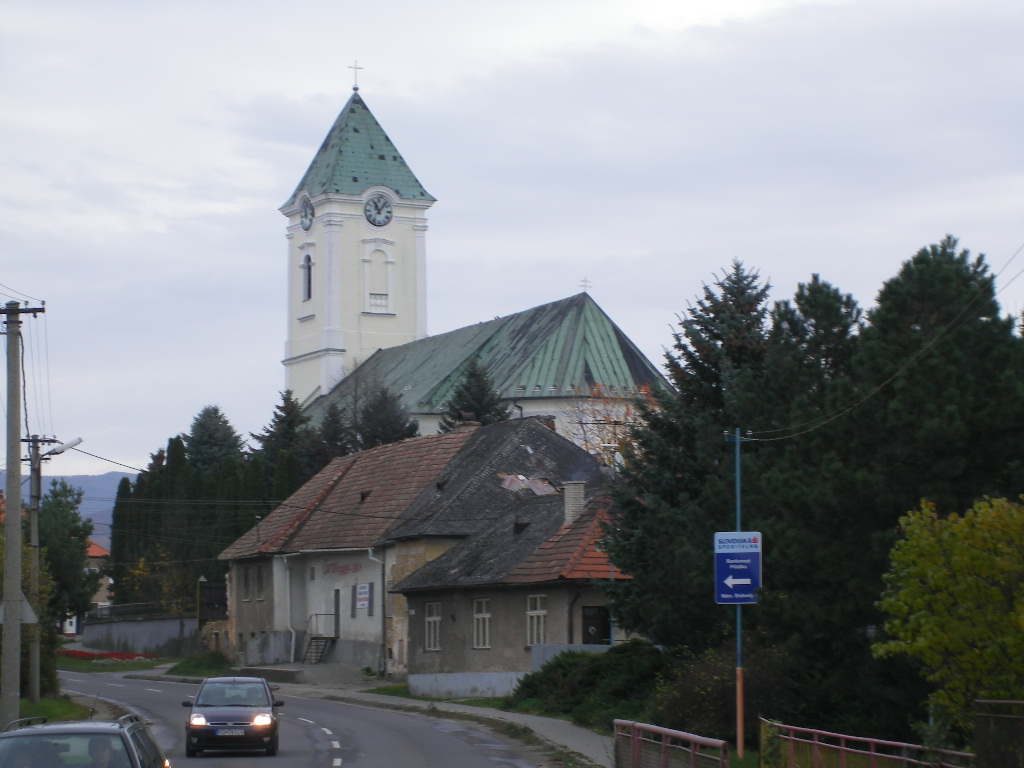
Templom
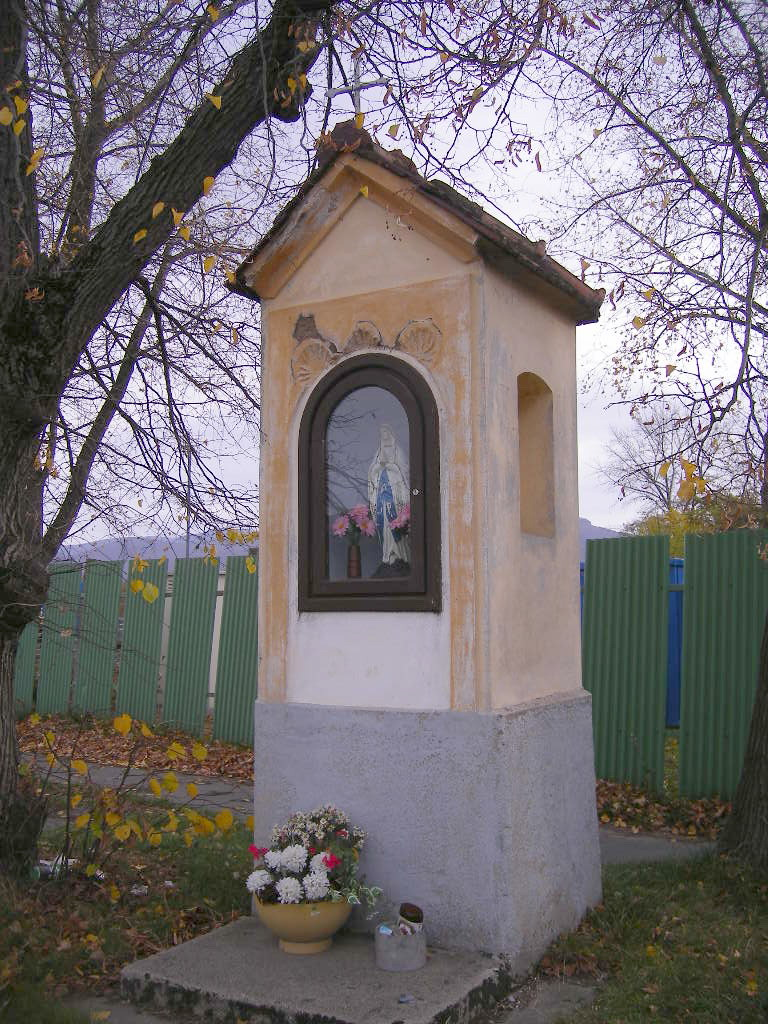

- Szent István király tiszteletére szentelt, római katolikus temploma 1495-ben épült a régi templom alapjain. 1756 és 1768 között barokk stílusban átépítették.
- A temetőben álló Szűz Mária kápolna 1878-ban épült.
- A Mária-oszlop a 18. század második felében készült.
- Nepomuki Szent János későbarokk útmenti szobra a 18. század végén készült. Felállíttatta Laszlovszky József, Pest vármegye táblabírája, Buda szenátora (később polgármestere), aki e faluban született 1737. október 7-én.

## Külső hivatkozások
- Hivatalos oldal
- Községinfó
- Oszlány Szlovákia térképén
- E-obce.sk Archiválva 2007. október 15-i dátummal a Wayback Machine-ben